# Новопреображенне
Новопреображе́нне — село в Україні, у Сватівській міській громаді Сватівського району Луганської області. Населення становить 41 осіб. Орган місцевого самоврядування — Маньківська сільська рада.
Під час Голодомору 1932—1933 рр. було занесене на «Чорну дошку», що спричинило масову загибель людей від голоду. Задокументовано смерті не менше 163 людей.

## Також
- Перелік населених пунктів, що постраждали від Голодомору 1932-1933, Луганська область